# Port lotniczy Svay Rieng
Port lotniczy Svay Rieng (IATA: SVR) – port lotniczy położony w Svay Rieng, stolicy prowincji Svay Rieng w Kambodży. Obsługuje głównie loty czarterowe.